# Эскадренные миноносцы типа «Альмиранте Линч» (1912)
Эскадренные миноносцы типа «Альмиранте Линч» — тип эскадренных миноносцев, строившихся в 1912—1914 годах для чилийского ВМФ перед Первой мировой войной. Первоначально было запланировано шесть кораблей, два вошли в состав Чилийского флота. Четыре других были приобретены Великобританией и включены в Британский Королевский флот на время Первой мировой войны как тип Faulknor. После войны три уцелевших корабля были возвращены в Чили и переименованы в тип Almirante Williams. Тип кораблей был назван в честь адмирала Патрисио Линча, чилийского моряка, героя войны на Тихом океане.

## Предыстория
Взаимоотношения Аргентины и Чили на протяжении всей современной истории были довольна напряжённые. В Патагонии имелся ряд спорных территорий, конфликт из-за которых, периодически, то затухал, то вспыхивал снова. Обострение отношений произошло на рубеже XIX и XX веков и стало причиной знаменитой «латиноамериканской кораблестроительной лихорадки», закончившейся подписанием 28 мая 1902 «майского пакта». В январе 1903 года Чили и Аргентина пришли к соглашению: не строить новые боевые корабли в течение пяти лет. По истечении этого срока стороны обязывались информировать друг друга о намерении приступить к усилению флота не позднее полутора лет до начала строительства.
Спокойствие продержалось лишь несколько лет. Бразилия в 1904 году приняла грандиозную судостроительную программу. Аргентина в ответ в 1907 году заявила о своих планах построить в скором времени три линейных корабля, девять 450-тонных эсминцев и 21 200—250-т миноносец.
После уточнений «программе 1907 года» появились шесть 650-т эсминцев, число 450-т эсминцев увеличилось до двенадцати, а от постройки малоэффективных миноносцев отказались. В следующем году количество заказываемых эсминцев было решили ещё сократить до двенадцати, при этом увеличив их водоизмещение.
Морское министерство Чили должно было среагировать на столь амбициозные планы своего соседа, и уже в 1908 году приступили к разработке собственной программы строительства флота. Утвержденная в 1910 году, спустя почти два года, она предусматривала постройку двух линкоров, шести эсминцев и четырёх подводных лодок.
При разработке техзадания к чилийским эсминцам было предъявлено требование превосходить аргентинские корабли. Чилийское министерство определило основные элементы своих новых кораблей следующими: нормальное водоизмещение 900/1000 т, паротурбинная энергетическая установка со смешанным отоплением котлов, скорость хода не менее 30 узлов, 102-мм орудия главного калибра и 3…4 457-мм торпедных аппаратов. Эти эсминцы имели бы полное превосходство при встрече с 650-т аргентинскими эсминцами, не говоря о меньших миноносцах.
Вскоре в Чили узнали, что относительно эсминцев в программе Аргентины произошли существенные изменения: на верфях Англии, Германии и Франции велась подготовка к постройке двенадцати 900-1000-т кораблей, вместо 650/450-т. Они были сопоставимы по силе с чилийскими эсминцами, которые ещё даже не были заказаны.
Чилийское морское ведомство выбрало путь наращивания мощи отдельных кораблей, а не увеличения их количеств, такой подход к комплектованию флота из кораблей, имеющих заметное превосходство над своими более многочисленными соперниками, применялся чилийцами и ранее, и в программе 1910 года в отношении эсминцев.

## Проектирование
Фирме Уайт предоставили свободу в проектировании, оговорив только верхний предел водоизмещения.
Проект эсминцев был к 1912 году. Это были очень крупные эсминцы, крупнее был только «Свифт».
В военно-морских кругах мира эти корабли не остались не замеченными. Уайту удалось спроектировал весьма оригинальные корабли, нечто среднее между скаутом и эсминцем. К скаутам (например типа «Бодицея») чилийцы приближались составом вооружения, размерами, силуэтом и составом вспомогательного оборудования, к эсминцам — скоростью хода.
Британский флот не строил ничего подобного в течение нескольких лет (другие флоты обзавелись конструктивными аналогами «Новика» или «Умикадзэ»). Оборудование эсминцев включало электрическую систему отопления жилых помещений, пекарню, холодильник, инженеры-механики имели ванную комнату, для кочегаров были предусмотрены душевые, электрические элеваторы подачи боеприпасов, дальномеры с базой 2,13 м в носу и корме.

## Конструкция
Корпус — клепаный. Обводы в оконечностях были чуть более полными, чем на Британских кораблях. На корабле была всего одна непрерывная палуба, идущая от кормы до носа — верхняя, она же главная. Корпус эсминцев набирался по поперечной схеме. Корпус был разделён водонепроницаемыми переборками на двадцать один отсек. Эсминцы оснащались балансирным рулём площадью 6,5 м². Эти эсминцы имели возможность вести огонь в носовом секторе из четырёх орудий, остальные эсминцы британского флота могли вести огонь в носовом секторе из одного орудия.

### Архитектурный облик

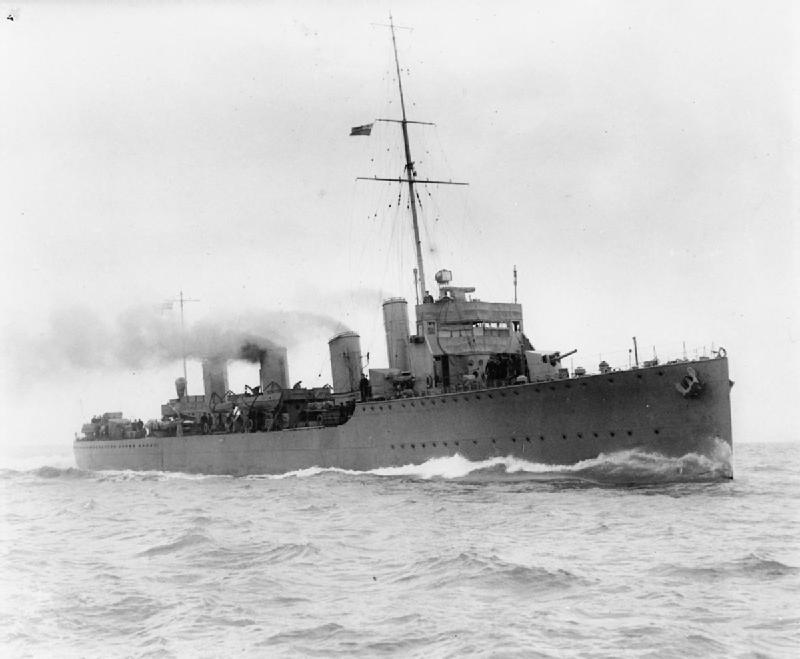
HMS Botha

Эсминцы имели четыре трубы, первая труба была выше и уже остальных. Около четверти корпуса занимал полубак (28 м), который имел заметный подъём в направлении форштевня.

### Энергетическая установка

#### Главная энергетическая установка
Главная энергетическая установка установка имела линейное расположение и состояла из трёх турбин и шести паровых водотрубных котлов Уайт-Фостера. Состояла работающую на средний вал турбины высокого давления (со ступенью крейсерского хода) и двух турбин низкого давления (со ступенями заднего хода), приводившими во вращение крайние валы.
Давление пара котлов Уайт-Фостера 15,4 кг/см², они были расположены в по два в трёх котельных отделениях. Дымоходы котлов выводились в четыре дымовых трубы: в первую и четвертую — по одному, а во вторую и третью — по два котла. Было выбрано смешанное угольно-нефтяное (нефть впрыскивалась ускорения поднятия пара) отопление котлов, во всех трех КО размещались бортовые угольные ямы общей емкостью 427 т. Благодаря этому котлы имели некоторую защиту от попаданий снарядов малого калибра и осколков, но при наличии в ямах достаточного количества угля. 83-т запас нефти хранился в топливном танке, расположенном в отсеке, примыкающем к первому котельному отделению. Во избежание воздействия высокой температуры, источником которой являлось котельное отделение, между последним и топливным танком располагался 0,53-м коффердам.

#### Дальность плавания и скорость хода
Проектная мощность составляла 30 000 л. с. при частоте вращения винтов 600 об/мин. Максимальная проектная скорость 31 узел.
Запас нефти 80 дл. тонн, угля 433 дл. т.
Дальность плавания 4000 миль на ходу 15 узлов.

### Вооружение
Шесть 102-мм орудий Q.F. Mk.IV (120 снарядов на орудие) на станках P.IX. с углом возвышения 20°. Начальная скорость полета снаряда составляла 722 м/с при массе снаряда 14,06 кг. Дальность стрельбы до 8780 метров. Орудия располагались парами на баке, юте и в районе первой дымовой трубы за срезом полубака. На «Броке» и «Фолкноре» в районе 46 шпангоута.
Подача боеприпасов ко всем орудиям, кроме расположенного между трубами, осуществлялась механическими элеваторами, приводимыми в действие электромоторами. На случай повреждения основной, предусматривалась резервная ручная подача.
«Бота» и «Типперери» имели существенные отличия в схеме размещения вооружения. Они получили шестиугольное расположение орудий.

#### Торпедное вооружение
Торпедное вооружение по проекту состояло из трех двухтрубных 450-мм аппаратов в диаметральной плоскости корабли: № 1 — между второй и третьей дымовыми трубам, № 2 — между второй и третьей дымовыми трубам и № 3 — за кормовой надстройкой.
«Брок» и «Фолкнор» получили четыре однотрубных 533-мм торпедных аппарата по бортам.
Торпедное вооружение «Бота» и «Типперери» включало в себя два 533-мм трёхтрубных торпедных аппарата.
Трехвальная ПТУ Парсонса включала работающую на средний вал турбину высокого давления (со ступенью крейсерского хода) и две турбины низкого давления (со ступенями заднего хода), приводившими во вращение крайние валы. По проекту скорости 31 уз. при нормальном водоизмещении соответствовала частота вращения валов 600 об./мин.

### Обитаемость
Особое внимание в проекте чилийских кораблей было уделено условиям обитаемости — электрические калориферы и рефрижераторная установка (располагалась в отсеке, примыкающем к первому котельному отделению) обеспечивали одинаково комфортные плавание в антарктических и тропических широтах.

## Служба

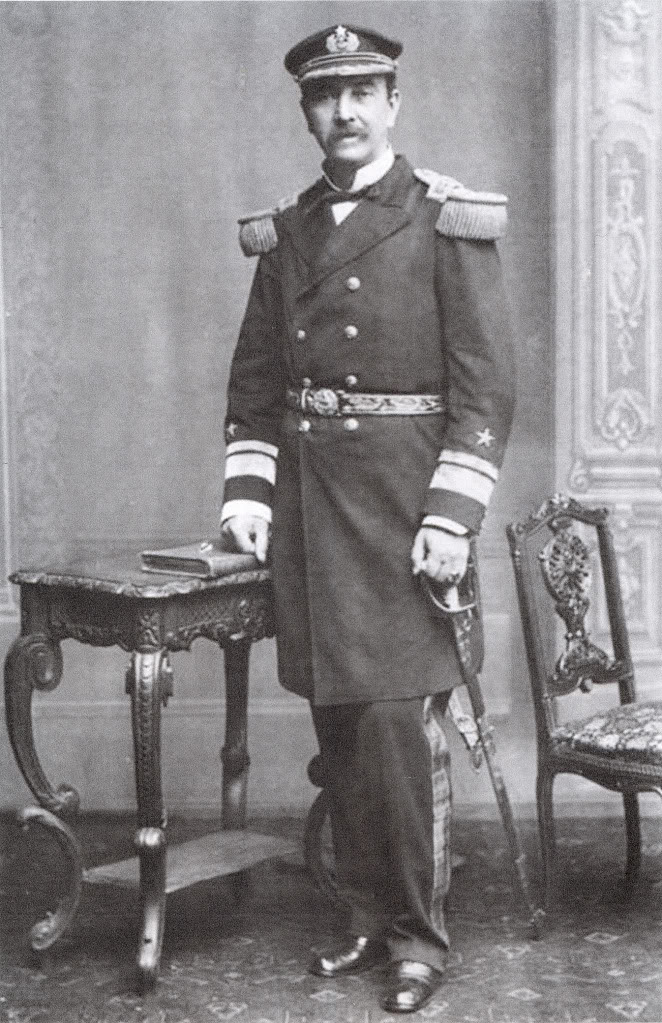
Адмирал Линч

Головной «Альмиранте Линч» сошёл на воду 28 сентября 1912, а год спустя приступил к испытаниям. В конце года в ходе 6-часовых ходовых испытаний он показал скорость 31,8 узла. В январе 1914 года был достроен второй корабль, также превзошедший на испытаниях контрактную скорость. Начались приготовления обоих эсминцев к переходу в Чили. Часть штатного оборудования ещё не была готова, но чтобы не задерживать корабли в Англии, нехватающее оборудование решили отправить потом, по мере готовности. «Альмиранте Линч» и «Альмиранте Конделл» покинули Британию 7 февраля 1914 года и прибыли в Вальпараисо 22 апреля 1914 года. Остальные реквизированы с началом войны.
К строительству 3-го и 4-го кораблей («Альмиранте Симпсон» и «Альмиранте Гони») для чилийского флота на верфи «Уайт» приступили в 1913 году, а в следующем году заложили 5-й и 6-й («Альмиранте Вилиамс Ребольедо» и «Альмиранте Риверос»). Они должны были повторить корабли первой серии — единственное отличие заключалось в перемещении средней пары 102-мм пушек на 13 шпаций в нос (47 шп.), чтобы они оказались на полубаке и меньше зависели от погодных условий.

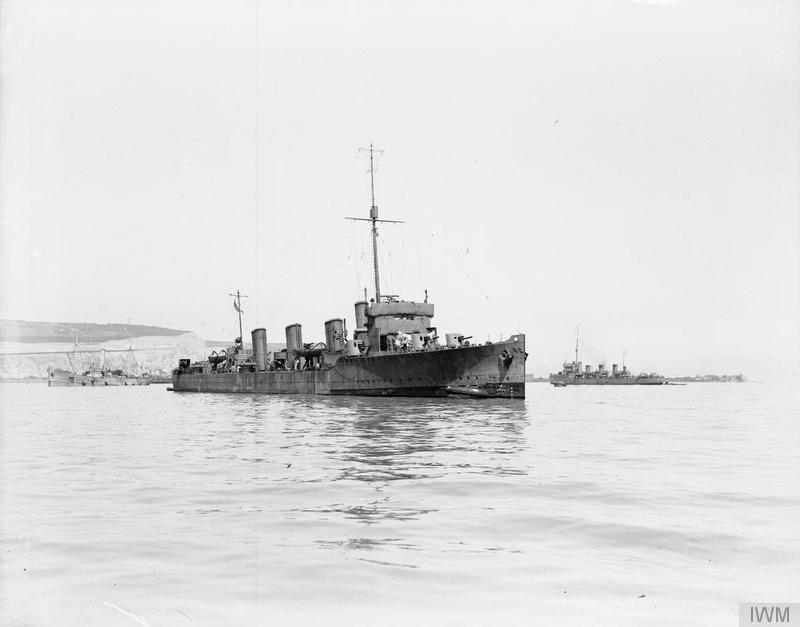
Лидер эсминцев HMS Broke

Третий эсминец спустили на воду 26 февраля 1914 года, четвёртый — 25 мая 1914 года. Ожидалось, что в начале осени они будут закончены и к концу года уйдут в Чили. Реквизированы и переоборудованы как лидеры флотилий.
«Бота» входил в состав 1-й флотилии, «Фолкнор»- 12-й, «Типперери» являлся лидером, «Броук» вторым лидером 4-й флотилии.
Во время Ютландского сражения «Бота» находился на ремонте, «Типперери» потопили, в «Броук» попало девять снарядов и он получил серьёзные повреждения в результате столкновения с эсминцем Sparrohawk. Когда были построены фирмой «Кэммел Лэрд» новые лидеры, трёх экс-чилийцев передали Дуврскому патрулю.
В 1920 году три оставшихся эсминца были проданы Чили и получили названия «Альмиранте Риверос» («Фолкнор»), «Альмиранте Вилльямс» («Бота») и «Альмиранте Урибе» («Броук»). Все сданы на слом в 1933 году.

## Представители проекта
| Эсминец                                                  | Заложен    | Спущен на воду | Начало службы | Судьба                                                                                         |
| -------------------------------------------------------- | ---------- | -------------- | ------------- | ---------------------------------------------------------------------------------------------- |
| «Альмиранте Линч»                                        | 9.11.1911  | 28.09.1912     | 1913          | Списан 19.12.1945                                                                              |
| «Альмиранте Конделл»                                     | 11.12.1911 | 27.01.1913     | 01.1914       | Списан 19.12.1945                                                                              |
| «Альмиранте Симпсон» «Фолкнор» «Альмиранте Риверос»      | 1913       | 26.02.1914     |               | С началом Первой Мировой войны реквизирован Великобританией. В 1920 продан Чили. Списан в 1933 |
| «Альмиранте Гони» «Брок» «Альмиранте Вилльямс»           | 1913       | 25.05.1914     |               | С началом Первой Мировой войны реквизирован Великобританией. В 1920 продан Чили. Списан в 1933 |
| «Альмиранте Вилиамс Ребольедо» «Бота» «Альмиранте Урибе» | 1914       | 2.12.1914      |               | С началом Первой Мировой войны реквизирован Великобританией. В 1920 продан Чили. Списан в 1933 |
| «Альмиранте Риверос» «Типпери»                           | 1914       | 5.3.1915       |               | С началом Первой Мировой войны реквизирован Великобританией. Погиб в Ютландском бою 1.6.1916   |

## Модернизации
На британские приобретения установили «Пом-Пом» на крыше рубки между второй и третьей дымовыми трубами.
В марте 1918 года «Броук» был перевооружен (2 — 120 мм и 2 — 102 мм).